# Modiola
Modiola es un género con trece especies de fanerógamas perteneciente a la familia Malvaceae.

## Especies
| - Modiola caroliniana (L.) G.Don - malva loca (en Chile) - Modiola decumbens - Modiola erecta - Modiola eriocarpa - Modiola fissistipula - Modiola geranioides - Modiola lateritia | - Modiola macropodia - Modiola malvifolia - Modiola multifida - Modiola prostrata - Modiola reptans - Modiola urticifolia |